# Dr. Feelgood (album)
Dr. Feelgood je páté studiové album americké rockové skupiny Mötley Crüe, vydané 5. září 1989. 
Skupina se v tomto období snažila zůstat „čistá“ a abstinovat jak od drog, tak od alkoholu. Jelikož dekadentní životní styl dovedl skupinu téměř k rozpadu, jejich manažeři Thaler a McGhee je doslova přinutili podstoupit odvykací program pod pohrůžkou zrušení evropského turné.
Album Dr. Feelgood se umístilo na první příčce hitparády a v žebříčku se drželo celých 109 týdnů. Jedná se o nejprodávanější desku Mötley Crüe, které se jen v USA prodaly miliony kopií.
Dr. Feelgood je poslední album, na kterém zpíval Vince Neil, až do svého návratu do skupiny v roce 1997, kdy se skupinou natočil album Generation Swine a trvale se tak vrátil.

## Seznam skladeb
| Pořadí | Název                            | Autor                    | Délka |
| ------ | -------------------------------- | ------------------------ | ----- |
| 1.     | T.nT. (Terror 'n Tinseltown)     | Sixx                     | 0:42  |
| 2.     | Dr.Feelgood                      | Mars / Sixx              | 4:50  |
| 3.     | Slice of Your Pie                | Sixx / Mars              | 4:32  |
| 4.     | Rattlesnake Shake                | Mars / Sixx / Neil / Lee | 3:40  |
| 5.     | Kickstart My Heart               | Sixx                     | 4:48  |
| 6.     | Without You                      | Sixx / Mars              | 4:29  |
| 7.     | Same of' Situation (S.O.S.)      | Lee / Sixx / Neil / Mars | 4:12  |
| 8.     | Sticky Sweet                     | Mars / Sixx              | 3:52  |
| 9.     | She Goes Down                    | Mars / Sixx              | 4:37  |
| 10.    | Don't Go Away Mad (Just Go Away) | Sixx / Mars              | 4:40  |
| 11.    | Time for Change                  | Sixx / McDaniel          | 4:45  |

## Obsazení
- Vince Neil – zpěv
- Mick Mars – kytara
- Nikki Sixx – basová kytara
- Tommy Lee – bicí, piano